# Aeroportul Urrao
Aeroportul Urrao (IATA: URR, ICAO: SKUR) este un aeroport din Antioquia, Columbia ce deservește zona Urrao. Aeroportul a fost tranzitat în 2022 de 6.891 de pasageri.
Situat la o altitudine de 1.860 m, aeroportul dispune de o singură pistă.